# Obdulia (mártir)
Obdulia fue una monja, virgen y mártir, cuya historia se ha perdido. Se le considera santa en la fe católica. Los únicos datos de que se dispone hacen suponer su existencia y condición.La Iglesia católica conmemora su festividad el 5 de septiembre.
Se ignora la fecha de su martirio. Algunas fuentes la datan en el año 361. La ciudad de Toledo, en España, la venera, la considera su hija y alberga sus restos.
Su onomástica se celebra el 5 de septiembre. El Misal Toledano de 1499 y el Misal Mozárabe coinciden de ubicar su festividad en esa fecha.
El libro Santos y Beatos de Toledo, citando a Antonio Martín Gamero indica que los mozárabes de Toledo, entre otras, en Córdoba, reinando allí Muhammad I, compraron las reliquias de Santa Obdulia, virgen y mártir toledana de la época de Juliano el Apóstata.

## Origen del nombre
El significado del nombre es desconocido. Se apuntado que Obdulio podría tener su origen en el árabe, del masculino Abdullah, que significa "siervo de Dios".